# Grammaire égyptienne
Grammaire égyptienne (بالعربية: 'قواعد اللغة المصرية') هو عمل مرجعي في قواعد اللغة المصرية من تأليف عالم المصريات الفرنسي جان فرانسوا شامبليون، نٌشرفي فرنسا عام 1836 بعد وفاة مؤلفه. عنوان الكتاب بالكامل
(بالفرنسية: Grammaire égyptienne ou Principes généraux de l'écriture sacrée égyptienne appliqué à la présentation de la langue parlée)‏، ومعناه «قواعد اللغة المصرية أو قواعد عامة للكتابة المصرية المقدسة مُطبقة على اللغة المنطوقة المعروضة».

## بدايات الكتاب
بدأ شامبليون في كتابه عند عودته إلى فرنسا قادماً من مصر في 5 مارس 1830، والكتاب يحوي عدد من الرسومات التي أعيد رسمها في مصر بواسطة شامبليون نفسه ومساعديه؛ لكنه تُوفي عام 1832 دون أن يتمكن من نشره. تولى شقيقه جاك جوزيف شامبليون نشره عام 1836. ادعى مارسيلين جوبارد - وهومصمم مطبوعات حجرية من بروكسل - ، أنه نصح شامبليون باستخدام الطباعة الحجرية لطباعة الكتاب. اُستخدمت الطباعة الحجرية والطباعة، ومع طرق نقل الأحجار الحجرية التي طورها Jules Feuquières، التي استخدمها Charles Motte [الفرنسية] في ورشة عمل الطباعة الحجرية في باريس، والتي كانت مسؤولة عن عملية الطباعة الحجرية للكتاب.
يشير الكتاب إلى أن الكتابة الهيروغليفية المصرية هي نظام كتابة مُركب يستخدم أكثر من أسلوب للكتابة مثل الرسم اللفظي، والكتابة المقطعية والأبجدية في نص واحد، وأحيانا في جملة واحدة أو حتى حرف واحد. سار هذا العمل جنبًا إلى جنب مع كتاب "Dictionnaire égyptien en écriture hiéroglyphique"، وهو عمل آخر لشامبليون نشره أخوه أيضًا بعد وفاته في عام 1841. كان الهدف من كتاب "Dictionnaire égyptien" هو ابتكار طريقة لتعلم الكتابة الهيروغليفية. عالم الآثار الفرنسي Émile Prisse d'Avennes، أصبح عالم مصريات بعد دراسته لكتاب "Grammaire égyptienne".

## الهيروغليفية
يحتوي الكتاب على العديد من الحروف الهيروغليفية المكتوبة بأسلوب خاص.

## طبعات الكتاب
هناك طبعات عديدة لهذا العمل، أبرزها:
- Grammaire égyptienne ou Principes généraux de l'écriture sacrée égyptienne appliqué à la présentation de la langue parlée, Firmin-Didot Frères, 1836
- Principes généraux de l'écriture sacrée Égyptienne, Institut d'Orient, 1984, (ردمك 2-905304-00-6)
- Grammaire égyptienne, Solin, 1997, (ردمك 2-7427-1558-4)
- Grammaire égyptienne, Actes Sud, 1998, 555 pages, (ردمك 2-7427-1558-4)

## فهرس
- ماري كريستين كلايس، "Autour de la Grammaire égyptienne de Champollion : Marcellin Jobard، Charles Motte et Jules Feuquières، utilisateurs de la lithographie pour l'impression des hiéroglyphes "، from Bulletin des Musées royaux d'Art et d'Histoire ، Brussels، vol 82، 2011 [2013]، pp. 55–99 .

## معرض صور

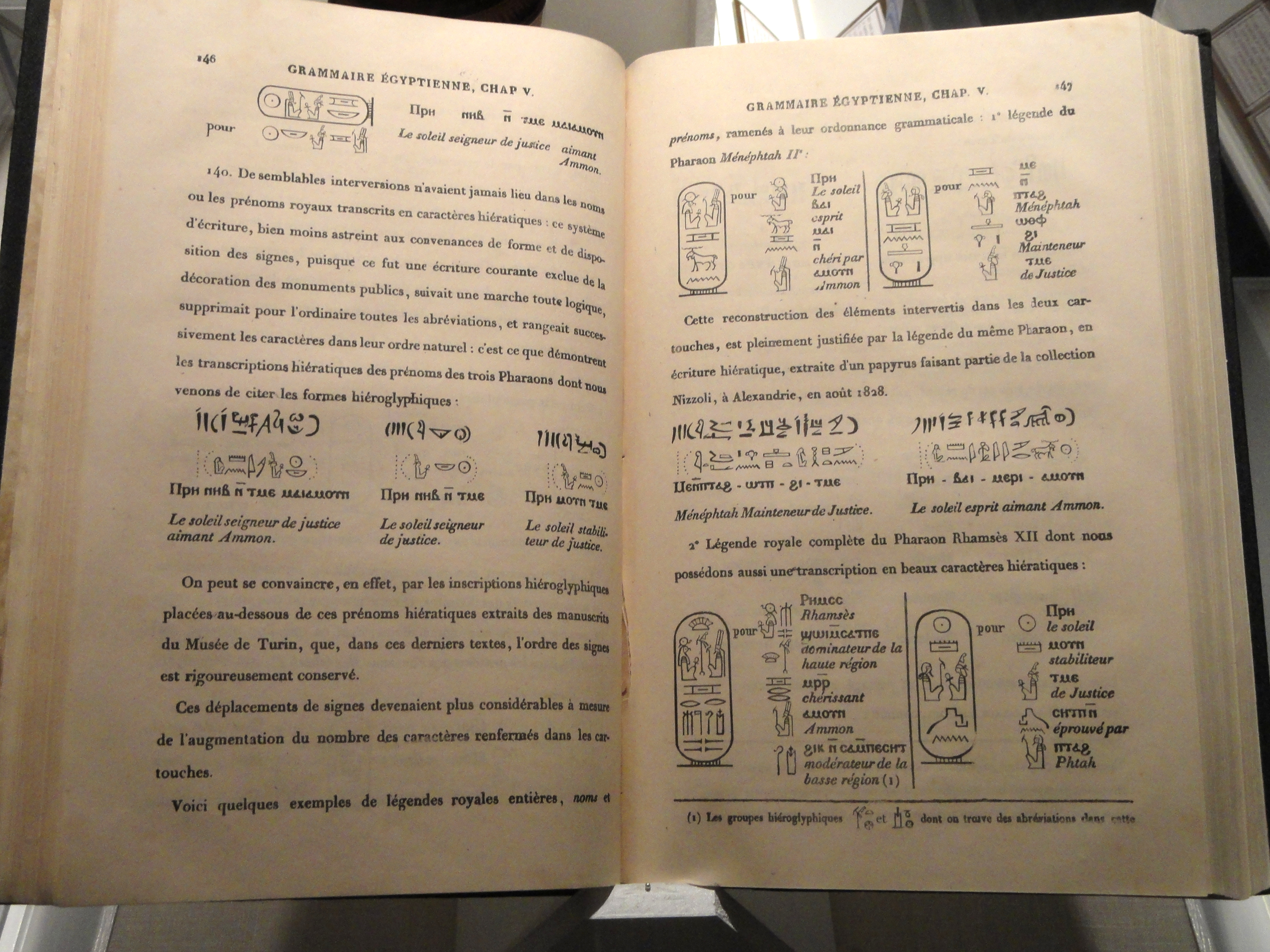
الفصل الخامس من كتاب قواعد اللغة المصرية.
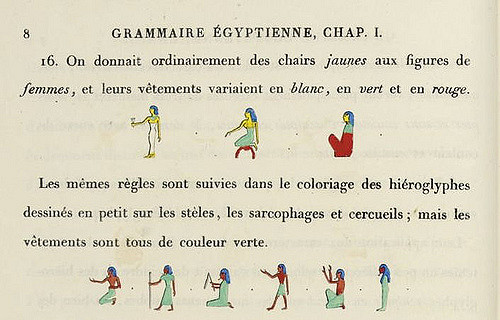
كتاب قواعد اللغة المصرية، الفصل الأول، ص. 8
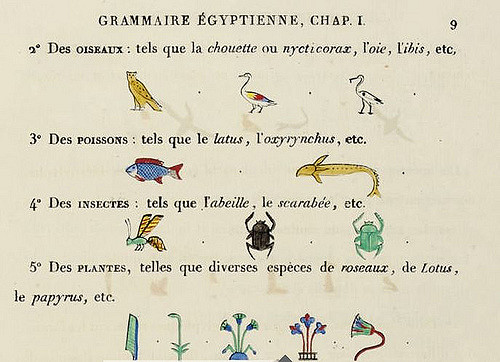
كتاب قواعد اللغة المصرية ، الفصل الأول، ص. 9
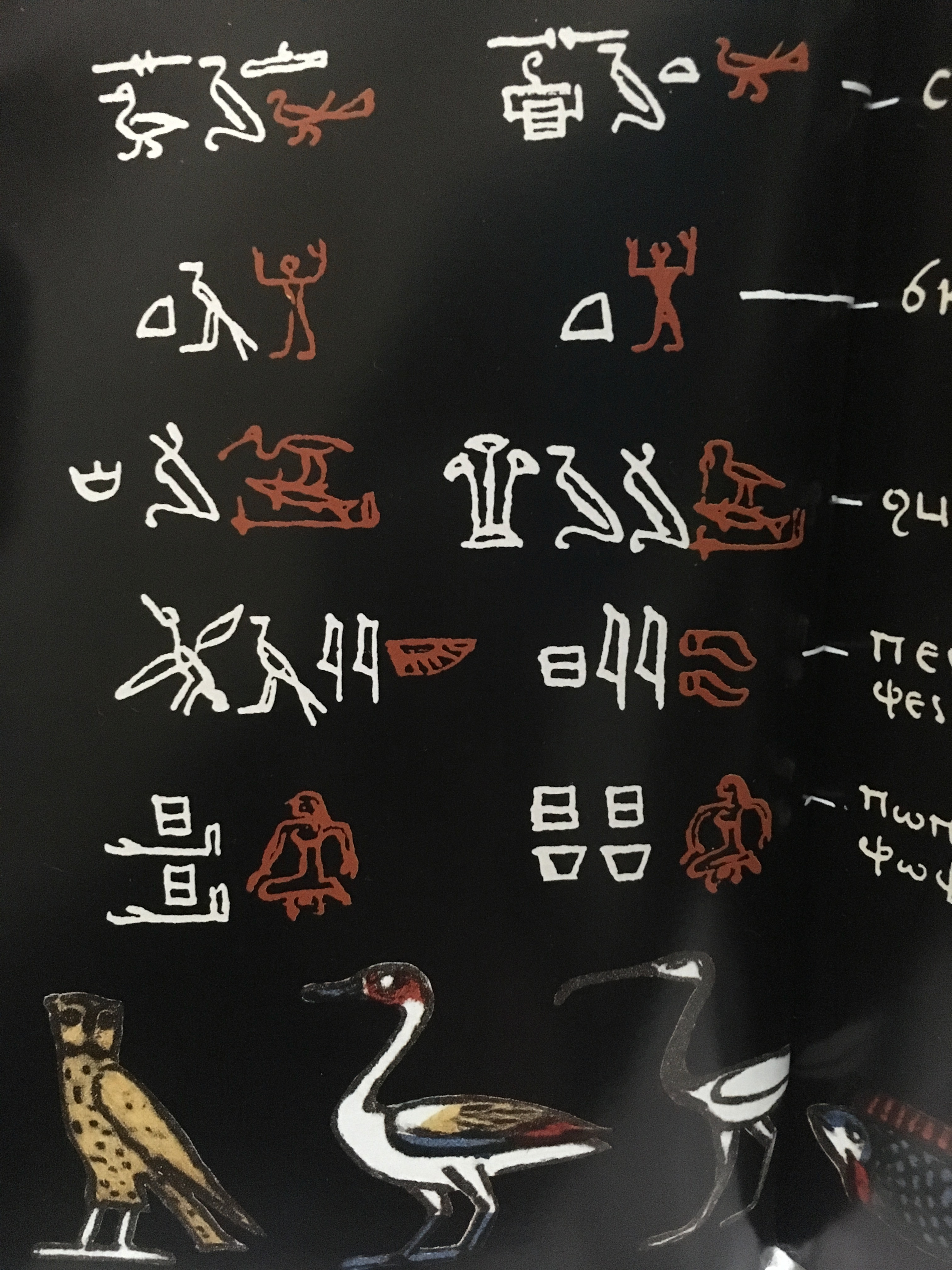
حروف الهيروغليفية من كتاب قواعد اللغة المصرية
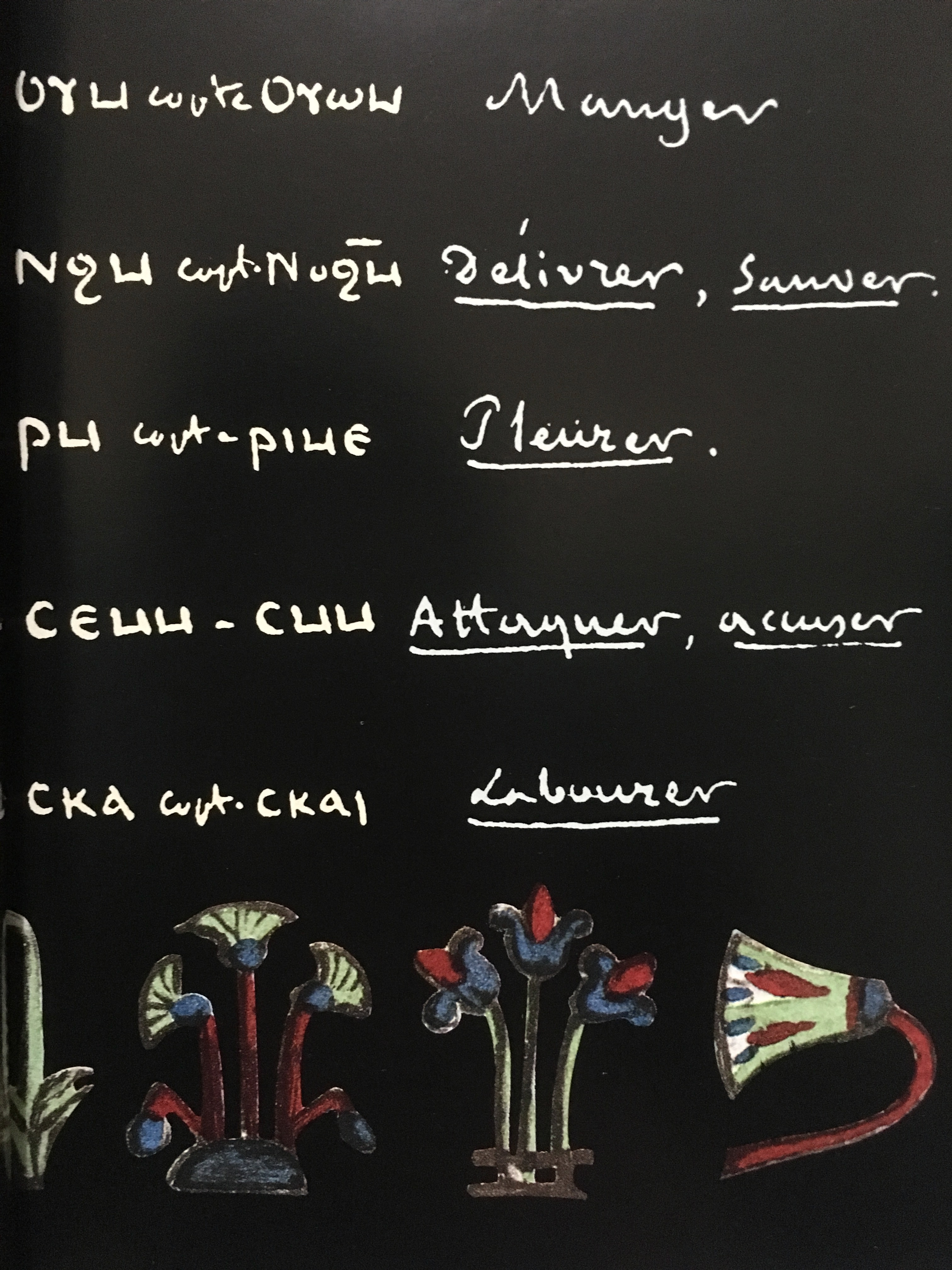
حروف الهيروغليفية من كتاب قواعد اللغة المصرية
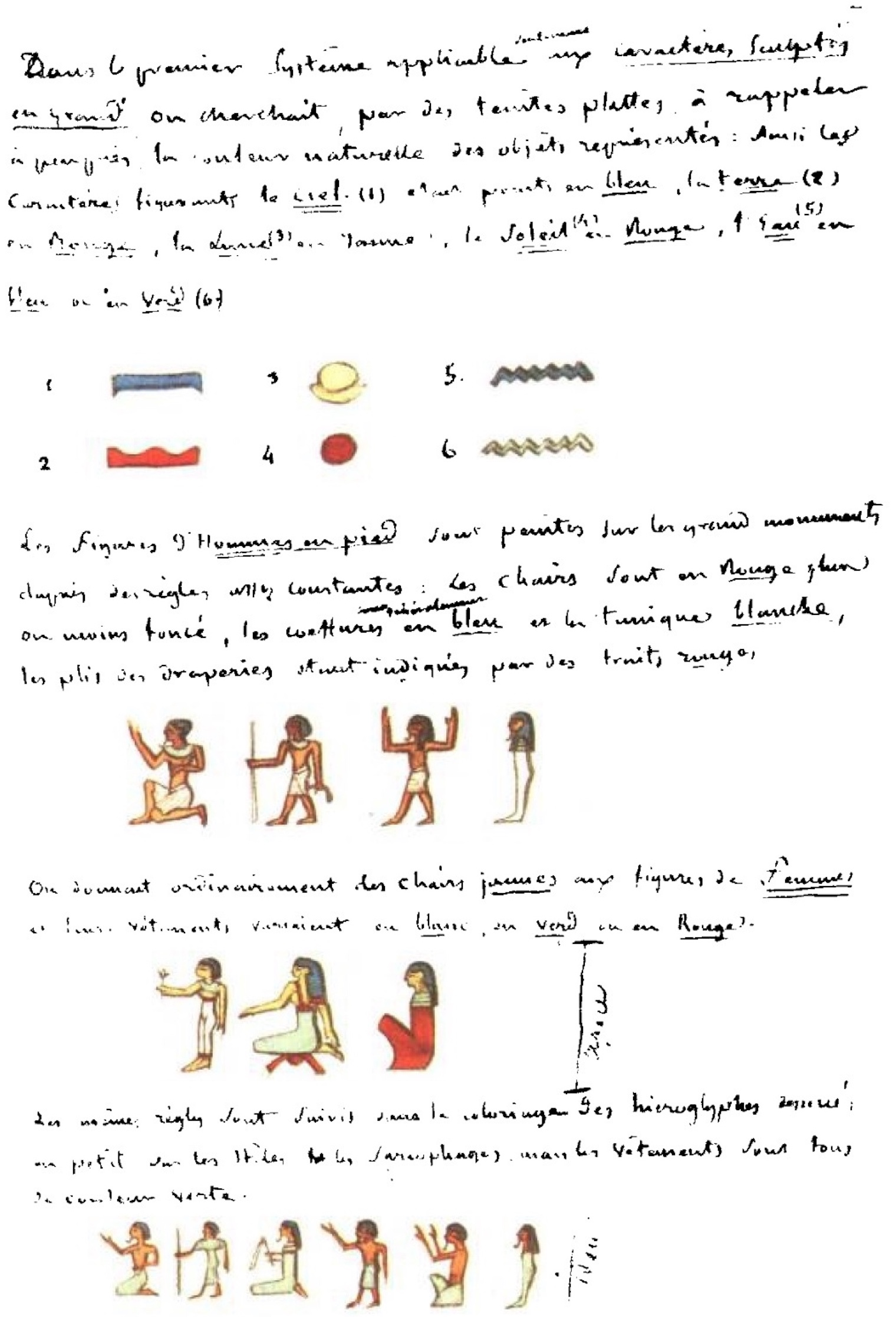
صفحة شامبليون المكتوبة بخط يده في كتاب قواعد اللغة المصرية

## روابط خارجية
- Grammaire égyptienne Online (طبعة 1836) باللغة الفرنسية